# Vættir
Vættir (no plural, no singular Vættr), cognato do termo inglês antigo wiht (plural wihta) é o nome dado para denominar as tribos e/ou raças de seres sobrenaturais que povoam a Mitologia nórdica e as crenças neopagãs de cunho nórdica, como o Neopaganismo germânico. Principalmente os Álfar (elfos), os Dvergar (Anões), os Jötnar (gigantes), e até os deuses, como os Aesir e os Vanir. Tendo também os Landvættir, que são os espíritos da terra e os Húsvættir (ou Homevættir), que são espíritos caseiros, como os Nisse, que fazem parte dos folclores escandinavos, que são espíritos que protegem e cuidam das casas.
Cada raça de Vættir tinha suas características próprias, mas fazer uma distinção entre eles é complicada, considerando que os deuses eram descendentes de gigantes (e alguns podiam se casar com gigantes e até serem venerados como os deuses), o fato de que anões podiam ter nomes e até a aparência de elfos (e vice-versa), e ainda vale resaltar que os Æsires e Vanires não eram raças diferentes de deuses, mas sim tribos diferentes de deuses. Porém, de todas as diferenças entre as raças, é possível destacar:
- Os Anões são ferreiros que vivem em cavernas e no subsolo da terra;
- Os Gigantes são mutantes sobrenaturais de tamanho titânico cuja aparência podia ser humanoide ou monstruosa, como é o caso de Fenrir e Jormungand;
- Os Elfos são espíritos semi-divinos da natureza, cuja beleza e as habilidades naturais eram surpreendentes, embora os elfos-negros (Svartálfar ou Dökkálfar) fossem seres hediondos que viviam na escuridão das cavernas (uma das razões de serem confundidos por anões);
- Os deuses (divididos entre Aesir e Vanir) são forças da natureza que protegiam os seres humanos que os veneravam e/ou respeitavam;
- Os  Landvættir são espíritos que cuidam e protegem a natureza (esses não possuem uma forma definida, sendo descritos de diversas formas);
- Os Húsvættir (ou Homevættir) são espíritos caseiros, que cuidam e protegem as casas.

## Era Viquingue
Os Landvættir, sempre como guardiões de locais específicos, como lugares selvagens ou fazendas. Como contando no livro da colonização, quando os viquingues se aproximavam de alguma terra localizada na Islândia, eles retiravam as suas esculturas de cabeça de dragão, da proa de seus navios (Dracar), de modo para não assustar e não provocar os landvættir, evitando ocorrer má sorte vinda da parte deles. A Cultura islandesa continua a celebrar a proteção sobrenatural sobre a ilha, da história dos quatro landvættir da Isalândia que ainda pode ser visto no Brasão de armas da Islândia.